# Histoire d'Aix-en-Provence
Pour un article plus général, voir Aix-en-Provence.

Blason d'Aix-en-Provence.

Aix-en-Provence (Aix jusqu'en 1932) est la capitale historique de la Provence. Son histoire débute avec la soumission aux Romains des Salyens, fédération ligure regroupant plusieurs peuples de la Basse-Provence, dont quelques avancées gauloises dans la vallée du Rhône. Leur capitale, située à l'oppidum d'Entremont, est habitée depuis le début du IIe siècle av. J.-C. En 124 av. J.-C., le consul romain Caius Sextius Calvinus démantèle l'oppidum et crée deux ans plus tard la ville d'Aquae Sextiae, au pied d'Entremont. C'est cette ville romaine qui est devenue Aix. Située sur un axe stratégique entre l'Italie et l'Espagne (sur la Via Aurelia), Aix permet à la République romaine de sécuriser toute une région alors aux mains des Salyens. Pourtant, des incursions ennemies viennent mettre en péril la sécurité de la Gaule narbonnaise et, en 102 av. J.-C., le consul Caius Marius détruit une armée de Cimbres et de Teutons, non loin d'Aix. Cette bataille, dénommée bataille d'Aix, permet de protéger l'Italie d'une invasion de ces tribus germaines. Dans le même temps, Aix se développe et prend les caractéristiques d'une ville romaine. Elle se dote d'un forum, mais aussi d'un théâtre, de thermes et d'aqueducs.
Le IIIe siècle est marqué par le début du déclin démographique d'Aquae Sextiae. À la même époque, Aix est capitale de la Narbonnaise Seconde et domine alors sur un plan politique des villes antiques majeures, comme Fréjus (Forum Julii), Antibes (Antipolis), Riez (Reis Appolinaris), Apt (Apta Julia), Sisteron (Segusterone) ou Gap (Vapincum). C'est à Aix qu'est créé l'archevêché, ce qui lui assure une position prééminente tout au long du Moyen Âge, confirmée par la création d'une université (1409), puis peu après le rattachement à la France, du Parlement de Provence (1501).
Son importance en Provence fléchit quelque peu avec la Révolution française : le Parlement et l'université sont supprimés, et Aix n'est plus que chef-lieu d'un des quatre départements créés avec la province. Sans liaison ferroviaire, la ville gagne le surnom de « belle endormie » au XIXe siècle.

## Antiquité

### L'oppidum d'Entremont

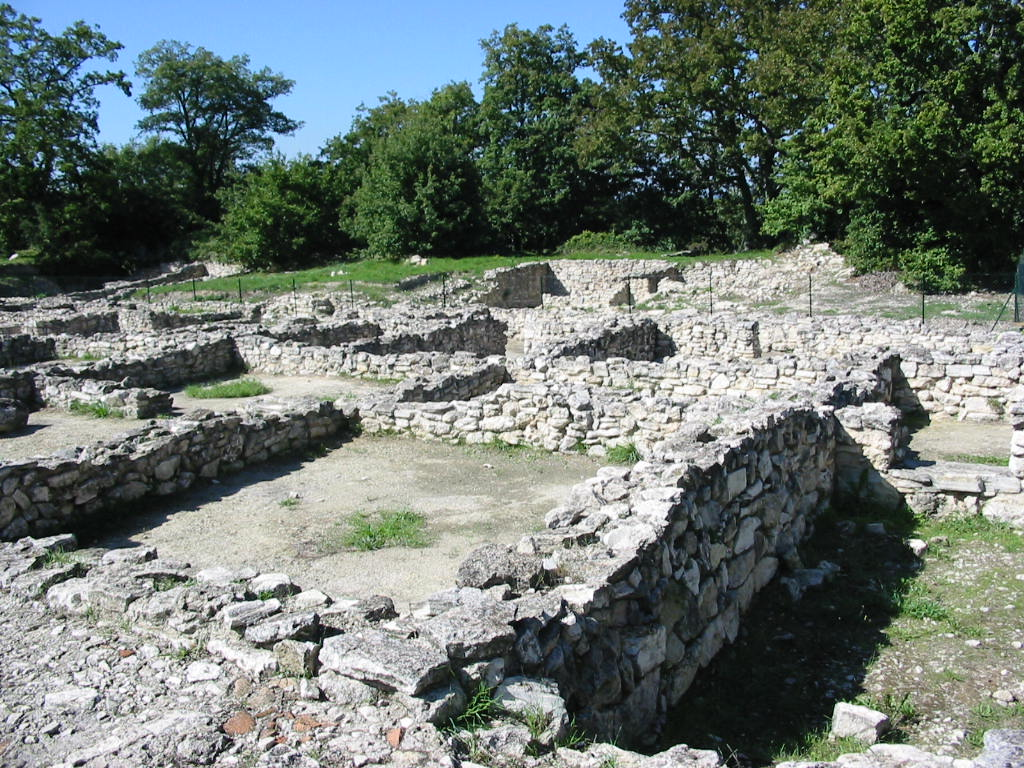
Restes de l'oppidum d'Entremont.

L'oppidum d'Entremont se présente comme typique des bourgades celto-ligures de son temps. Peuplée de Salyens (Salluvii, peuple ligure) de l'arrière-pays marseillais, elle a été considérée dès le XIXe siècle comme une polis antique, constituée d'une agglomération et de son territoire.

Carte des tribus gauloises et ligures de Provence.

Avant l'apparition de l'agglomération d'Entremont, un sanctuaire semble avoir existé dès le premier Âge du fer. Les éléments de ce sanctuaire ont servi de remploi lors de la construction de la seconde et peut-être de la première agglomération.
Au fil des siècles, une structure d'habitat se met en place et le premier rempart est érigé vers -175. Les 25 années qui vont suivre constituent la première phase d'habitat de l'oppidum. La ville ne s'étend alors que sur un hectare environ et forme un parallélogramme à l'aplomb de deux abrupts : au sud et à l'ouest.
Rapidement, la ville doit s'agrandir et l'on procède à la construction d'un deuxième rempart qui va porter la superficie de la ville à 3,5 hectares environ. On est alors aux alentours de 150 av. J.-C. Ce rempart n'aura rien de commun avec le précédent : 6 à 7 mètres de hauteur, 3,25 mètres de largeur, renforcé de tours de 8 à 9 mètres tous les 18,5 mètres.
Au moment de la prise de la ville, en 123, le roi (ou basileus) Teutomalios (ou Toutomotulus) fuit chez ses alliés allobroges (Rhône/Isère), en compagnie des princes (dunastai) salyens d'Entremont. Plusieurs chercheurs ont toutefois émis des doutes sur cette hypothèse, considérant que le véritable abandon de la ville provient d'une destruction militaire survenue vers 110 à 90 av. J.-C. Une faible population continue d'habiter le bourg pendant vingt à trente ans, dans l'ombre d'Aquae Sextiae, même si Entremont n'est plus qu'une « ville pérégrine étroitement contrôlée par un praesidium romain.. » Mais progressivement, la ville va être totalement désertée et finira ruinée.

### Aquae Sextiae

#### Fondation de la ville d'Aix

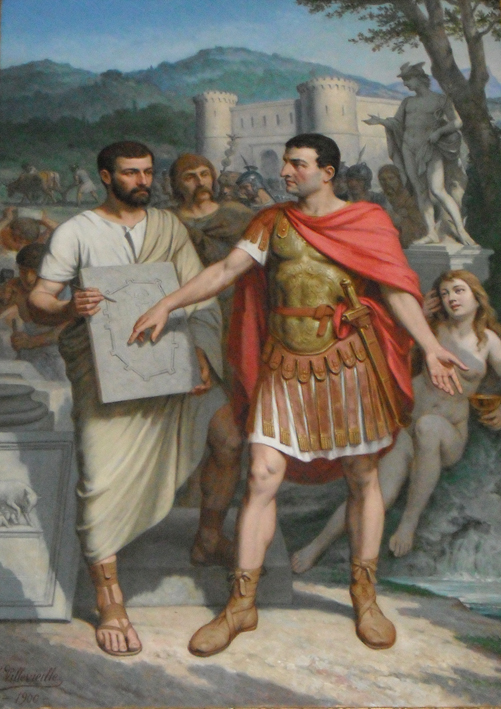
Fondation d'Aix par Sextius Calvinus (Joseph Villevieille, 1900).

Les récits concernant la fondation d'Aix sont peu connus. Cassiodore (v. 485-v. 580) en fait une relation plutôt détaillée dans sa Chronique, mais celle-ci présente l'inconvénient d'être très postérieure aux événements. Cassiodore y indique que la création de la ville résulte des opérations militaires du consul Caius Sextius Calvinus menées en 124 av. J.-C. contre l'oppidum d'Entremont, qu'il appelle « la capitale des Salyens ». Deux ans plus tard, le même Sextius Calvinus fonde « dans les Gaules une ville où sont les eaux sextiennes » (122 av. J.-C.). Strabon qualifiera l'établissement sextien de polis (« ville ») qu'il prend soin de distinguer de la phoura (« garnison ») qui s'y trouve.
Aix, première ville romaine fondée sur le territoire de la France actuelle, a pour vocation de surveiller une région à peine pacifiée et sert de base à l'armée romaine en prévision d'une conquête de la Gaule narbonnaise, quatre ans plus tard. Placée sous le contrôle d'un præsidium romain, Aix abrite dès lors les populations refoulées d'Entremont et devient de facto « le chef-lieu du pays salyen entré par la force dans l'orbite romaine. »
Il n'est pas possible de déterminer avec précision l'emplacement de l'établissement romain et de la garnison qui s'y trouvait. La raison en est que l'on ne trouve pas de source archéologique remontant à la fondation de la ville. Les historiens se fient donc au déplacement de la ville antique au cours des siècles et ses diverses localisations : d'abord dans la ville des Tours, puis sur l'emplacement du palais comtal et enfin dans le bourg Saint-Sauveur. La plupart des érudits locaux localisent la ville antique au bourg Saint-Sauveur, alors que des vestiges retrouvés sur place et identifiés à l'époque romaine s'avéraient en fait être ceux de la ville du XIIe siècle. Paul-Albert Février s'oppose à cette localisation : « Vouloir retrouver dans cette ville de basse époque [le bourg Saint-Sauveur] le plan de la fondation de Sextius est un simple jeu de l'esprit. »

#### Bataille d’Aquae Sextiae
En 102 av. J.-C., lors de la bataille d’Aquae Sextiae, Marius tient tête, au pied de la montagne appelée plus tard Sainte-Victoire, aux hordes d'Ambrons et de Teutons qu'il défait. Ceux-ci, venus de la Baltique, se rendent en Italie. Marius choisit avec précaution une position forte, une colline, pour y attirer les Teutons avec l'aide de sa cavalerie et de son infanterie légère de tirailleurs (composée pour l'essentiel de Ligures alliés).
Les éléments de l'avant-garde teutonne, les Ambrons, mordent au piège et attaquent. Ils sont bientôt suivis par le reste de leur troupe. Or Marius a caché une petite force romaine de 4 000 hommes à proximité. Au moment de la bataille, cette force sort de sa cachette, attaquant les Teutons par derrière et provoque chez eux confusion et déroute. Les décomptes romains prétendent que, dans le massacre qui suit, 90 000 Teutons sont tués et 20 000, parmi lesquels leur roi Teutobod, sont capturés. Les seuls rapports qui ont survécu sont romains et ils exagèrent l'unilatéralité de la bataille mais l'anéantissement complet des Teutons et des Ambrons est bien en faveur de la sévérité de leur défaite.
En 49 av. J.-C., la situation s'inverse par rapport à 122  av. J.-C. : Aix prend sa revanche sur Marseille  quand, Cliente de Jules César et de Pompée, celle-ci refuse  de prendre parti dans la guerre civile de César, tout en accueillant les émissaires de Pompée. Battue en mer et assiégée par trois légions pendant deux mois par César puis par son légat Caius Trebonius, la ville est prise (Bellum Civile, livre I, 34-36, etc.), privée de ses colonies et doit se soumettre à Rome. Les Romains la rattachent à la province Narbonnaise. Le reste des oppida subsistant encore est alors vraisemblablement rasé (La Cloche), tandis qu'Aix s'étend jusqu'à devenir plus tard capitale de la Narbonnaise Seconde.

#### Développement de la ville

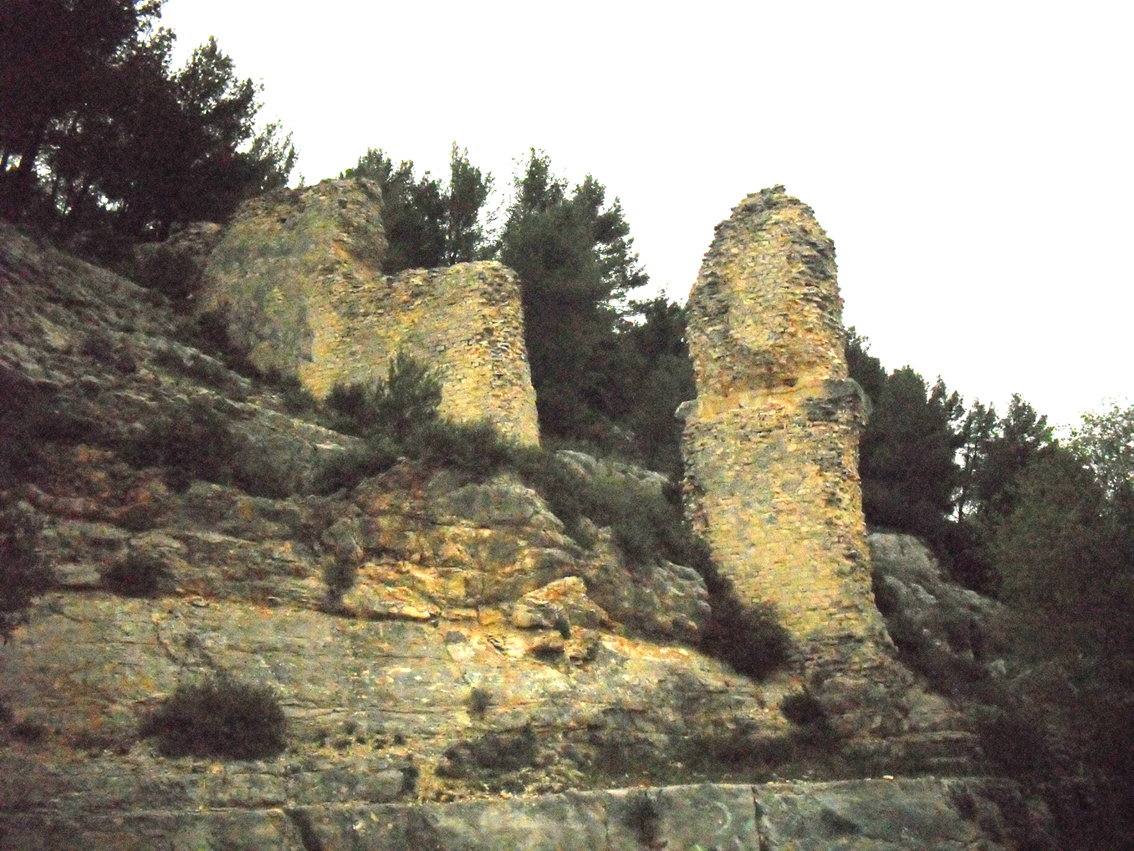
Vestiges de l'aqueduc de la Traconnade sur la commune de Meyrargues (Bouches-du-Rhône).

Le Ier siècle voit le développement de la ville au niveau architectural. Si, jusqu'alors, il fallait voir en Aquae Sextiae une ville très similaire à Entremont la Ligure, celle-ci va prendre progressivement des caractéristiques romaines. Ainsi, l'urbanisme s'oriente selon les canons romains. Un axe nord-sud (le cardo) vient couper un autre axe, orienté est-ouest (le decumanus). À leur intersection se dresse le forum de la ville, place publique et lieu de rencontres et de discussions. À l'ouest d'Aquae Sextiae, tout contre le rempart, se dresse le théâtre antique où les citoyens viennent assister à des spectacles de mime et de pantomime, mais qui joue aussi un rôle religieux lié au culte de l'empereur.
L'approvisionnement en eau est assuré par trois aqueducs : l'aqueduc de Traconnade, au nord, l'aqueduc de Vauvenargues et celui du Tholonet à l'est. L'aqueduc de Traconnade, qui prend sa source à Jouques (Bouches-du-Rhône), était long de 27 kilomètres. Il peut encore être observé sur le territoire de la commune de Meyrargues ; trois piles et arcades se dressent au milieu d'un champ, dans un décor bucolique. « Le ciment qui lie [ses] pierres, raconte l'historien Garcin en 1835, est plus dur que le poudingue le plus compact. » Cet aqueduc est considéré par d'aucuns comme une réelle prouesse technique du fait qu'il parcourt plusieurs kilomètres sous le plateau qui sépare la vallée de l'Arc et celle de la Durance. Au temps d'Aquae Sextiae, ces aqueducs, que l'on estime dater du IIe siècle, viennent alimenter les thermes de la ville, mais sert aussi à la consommation quotidienne des Aquenses.
Les premiers thermes aixois remontent à la seconde moitié du Ier siècle. Ils se situent approximativement à l'emplacement actuel des thermes de la ville, près du cours Sextius.

#### Mutations urbaines (IIIeetIVesiècles)
Le IIIe siècle est marqué par le début du déclin démographique d'Aquae Sextiae. Dans un premier temps, des domus résidentielles sont abandonnées de leurs habitants, mais peu à peu ce phénomène s'étend à de nombreuses maisons du centre de la ville. Livrées à l'abandon, ces maisons tombent en ruines et leurs pierres servent de carrières de matériaux. Les habitations délaissées le plus tardivement semblent être celles du quartier nord, dont certaines sont même embellies durant cette période où tant d'autres subissent un abandon définitif. Le phénomène concerne aussi les services municipaux qui semblent beaucoup moins efficient. L'entretien du réseau des collecteurs publics, notamment, se relâche, ce qui conduit au colmatage de nombreux conduits d'égouts. Au milieu du IVe siècle, la plupart de ces conduits sont devenus inopérants.
Il ne faut pas nécessairement voir dans l'abandon de zones d'habitats entières le déclin de la ville, mais plutôt une évolution dans le mode de vie des Aquenses. À la même époque, Aix est capitale de la Narbonnaise Seconde, statut incompatible avec une ville à l'abandon. Aix domine alors sur un plan politique des villes antiques majeures, comme Fréjus (Forum Julii), Antibes (Antipolis), Riez (Reis Appolinaris), Apt (Apta Julia), Sisteron (Segusterone) ou Gap (Vapincum).

### L'Aix catholique

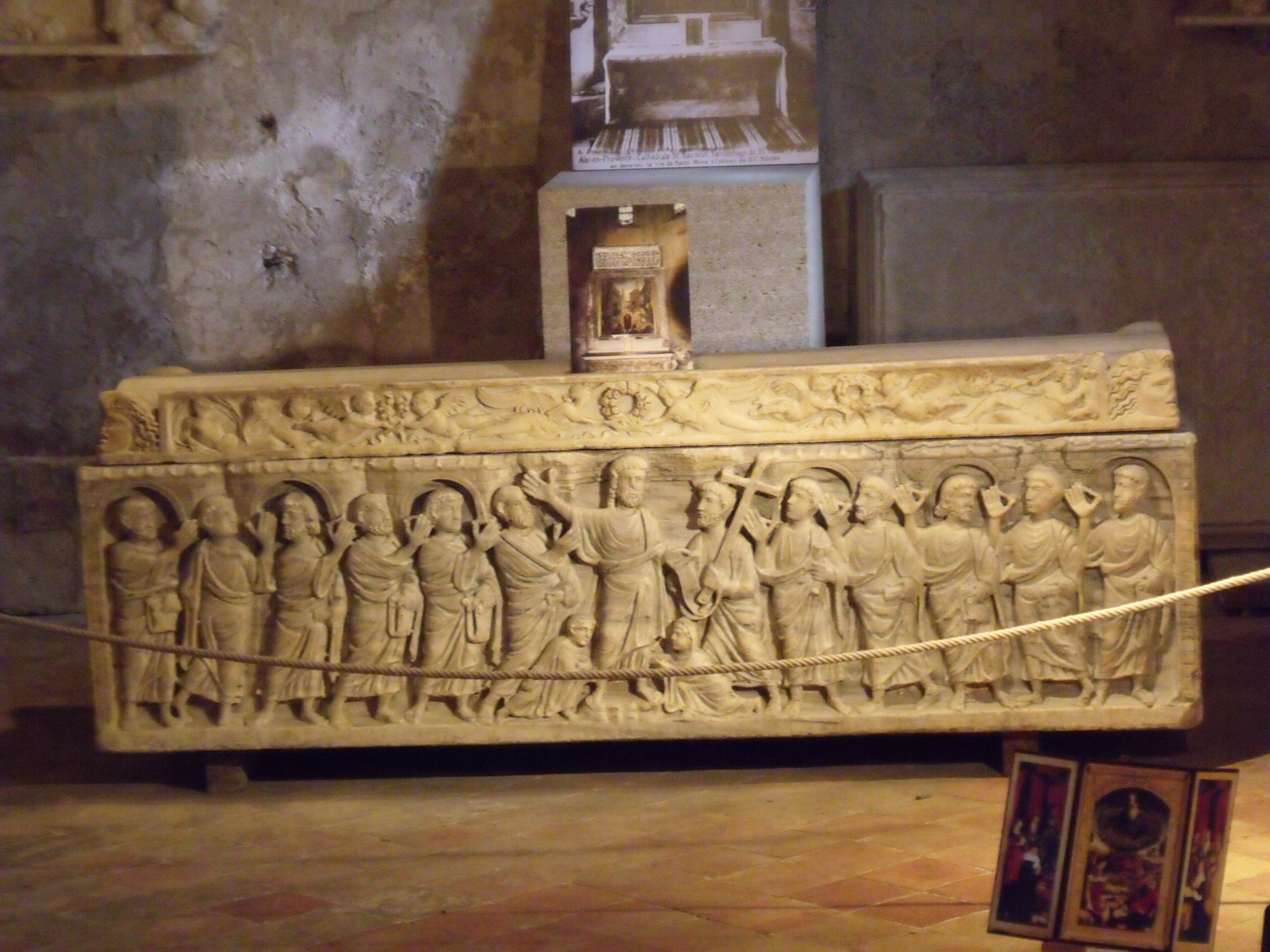
Sarcophage chrétien d'Aquae Sextiae, à la cathédrale Saint-Sauveur, attribué à saint Mitre.

L'empereur Théodose, de confession chrétienne, élève le christianisme au rang de seule religion officielle et obligatoire par un édit en date du 28 février 380. Il s'agit de l'édit de Thessalonique. Pour permettre l'accord entre la religion triomphante et les institutions romaines, l'Église adopte une hiérarchie calquée sur l'administration telle qu'elle est pratiquée à Rome. C'est ainsi qu'à Aix l'évêque reçoit le titre de « métropolitain » de la Narbonnaise seconde. Au Moyen Âge, ce titre deviendra « archevêque ».
Les premiers temps de cette nouvelle église sont difficiles toutefois, car Aix doit faire face à la concurrence de diocèse plus anciens, comme celui de Marseille ou d'Arles. Le plus ancien évêque connu d'Aix est Lazare. Il accède à la dignité de l'église aixoise en 408. Pourtant, certains estiment que Lazare ne fut pas le premier évêque aixois, mais qu'il eut au moins un prédécesseur, dont le nom est inconnu à ce jour.

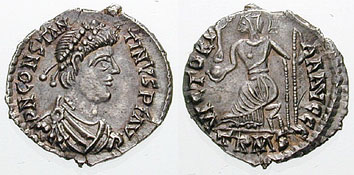
Constantin III. Au revers son programme politique : la victoire et Rome, assise tenant le globe du monde.

En 407, sur l'île de Bretagne est élu, contre toute voie légale, un nouvel empereur désigné par l'armée stationnée dans la province. Cet usurpateur, sous le nom de Constantin III, est le troisième empereur usurpateur, après Marcus et Gratien. Après un passage par Trèves puis Lyon durant l'été 407, Constantin marche sur Arles à la fin de cette même année, ou au début de 408. Il y entre et s'y installe comme empereur, faisant de la cité la nouvelle capitale des Gaules au détriment de Trêves. Une de ses premières actions d'empereur régnant est de nommer deux hommes parmi ses fidèles, deux moines, à la tête de l'Église d'Arles et de celle d'Aix, afin de contrôler les organes locaux du pouvoir. Héros devient évêque d'Arles. Sur le diocèse d'Aix va dominer un évêque connu sous le nom de Lazare d'Aix. Si la nomination d'Héros se fait sans opposition majeure, il n'en est pas de même pour Lazare, dont la nomination se déroule dans le sang, dans la cathédrale d'Aix, aujourd'hui disparue,. À Rome, la situation n'est pas tolérée et Flavius Honorius, l'empereur légal, envoie le général Flavius Constantius à l'assaut d'Arles qui tombe. L'usurpateur est exécuté en novembre 411. Ses deux évêques sont destitués. Lazare est expulsé de son diocèse par la population aixoise. Si un évêque prend la place d'Héros à Arles, l'Église d'Aix, elle, restera sans évêque plusieurs décennies.
Si la destitution d'Héros ne fait pas de doute, celle de Lazare fait davantage débat. Selon certains, deux ans après, en 413, Lazare est encore à la tête de l'épiscopat aixois et fait construire un baptistère dans son groupe épiscopal, à côté de l'ecclesia major. Historiens et archéologues estiment pour la plupart que le site originel de ce groupe épiscopal se situe à Notre-Dame de la Seds. Un siècle plus tard environ, alors que le forum antique est détruit, ainsi que d'autres bâtiments publics sans doute, un groupe épiscopal, qui deviendra la cathédrale d'Aix, est construit.

## Moyen Âge
Au IVe siècle, Aix devient la capitale de la Narbonensis Secunda. Elle est ensuite occupée par les Wisigoths en 477. Au siècle suivant, elle est envahie tour à tour par les Francs et les Lombards, puis en 731 par les Sarrasins.

### Le Haut Moyen Âge

#### Introduction du catholicisme
Le Ve siècle marque le développement de la cathédrale Saint-Sauveur qui, si elle n'a longtemps été qu'un lieu de culte secondaire à Aix, n'en demeure pas moins un monument de haute Antiquité, sans doute contemporain des premiers chrétiens. C'est l'époque où vit Mitre d'Aix, auquel les Provençaux rendront ultérieurement un culte, un homme qui, à l'âge de vingt-quatre ans, quitte ses parents en Grèce pour la Provence dans l'espoir d'y vivre une vie de charité et de dénuement. Accusé de sorcellerie et jeté dans le cachot d'une tour romaine, il est décapité dans la cour du prétoire d'Aix en 466. Selon la légende, il ramasse alors sa tête, la serre contre sa poitrine et la porte jusqu'à l'autel de l'église de Notre-Dame de la Seds. Enfin, il expire. Sa statue est visible aujourd'hui autour du portail de la cathédrale Saint-Sauveur.
Vers l'an 500, le baptistère de Saint-Sauveur est construit et l'édifice se développe au fil des siècles tout autour de ce monument à l'aspect quasi inchangé depuis le Ve siècle. On ne connaît pas le nom du constructeur de ce baptistère. On évoque toutefois le nom de Basilius, évêque d'Aix comme auteur probable, dans la mesure où l'on retrouve son inscription funéraire tout à côté.

#### Le temps des invasions
La Provence subit plusieurs vagues d'invasions étrangères dès l'Antiquité tardive : les Wisigoths en 476, les Ostrogoths en 508 et les Francs en 536. Celles-ci se poursuivent au Haut Moyen Âge. Ainsi, les Lombards descendent de Germanie jusqu'en Italie et passe par la Provence qu'ils pillent. Sous l'empire carolingien, la région aura à subir les invasions répétées des Sarrasins du VIIIe au Xe siècle. Les documents archéologiques manquent pour indiquer la part de destruction qu'Aix a subi à la suite de ces attaques répétées. Pour Pierre-Joseph de Haitze, en revanche, la destruction est totale, ou presque : « Cette dévastation fut si grande qu'après leur retraite, on ne trouva d'entier en cette ville que les tours du palais, encore beaucoup endommagées, et quelques autres ouvrages des Romains enterrés. » Le doute peut entourer cette affirmation. Les bâtiments qui, pour de Haitze, ont résisté aux attaques, sont les bâtiments romains encore debout à son époque. Rien ne vient étayer une telle affirmation, même s'il est à supposer que la ville d'Aix subit probablement les conséquences des passages de ces troupes hostiles, tant militairement qu'économiquement.
Alors que les remparts de la ville sont fortifiés pour faire face aux attaques, la population d'Aix ne peut plus compter sur l'approvisionnement de la part des aqueducs qui ceinturent la région. Ceux-ci sont soit délabrés, soit victimes d'attaques destinées à enclaver la cité et à l'assoiffer. Par chance, Aix possède des nappes phréatiques immenses, tant d'eaux froides que d'eaux chaudes, et doit procéder au creusement de puits qui assureront le rôle que jouaient jadis les aqueducs. C'est ainsi que fleurissent aux quatre coins de la ville des puits publics et privés.
Politiquement, Aix souffre considérablement de ces attaques ennemies. Après l'invasion franque de 536, elle est destituée de son statut de capitale de la Narbonnaise Seconde au profit d'Arles, mais le retrouvera sous les Carolingiens, à une époque où sa population est pourtant faible au regard de son passé glorieux.

#### Aix au temps des Carolingiens
À la fin du VIIIe siècle, il n'existe plus que trois lieux de peuplement à Aix qui n'a plus rien à voir avec la riche Aquae Sextiae : on habite encore autour du site de Notre-Dame de la Seds, autour de la cathédrale Saint-Sauveur et un peu plus au sud de la cathédrale, dans le secteur de l'actuelle place de Verdun. Pour le reste, tout est désertifié. Ces trois zones se développent progressivement, gagnent des habitants et se fortifient et constituent dès lors trois bourgs distincts : la ville des Tours, le bourg Saint-Sauveur et la ville comtale, dont chacun se dote de remparts. Les siècles vont avoir raison de la ville des Tours qui va être abandonnée aux alentours du XIVe siècle, mais les deux autres bourgs vont prospérer.

### Le Bas Moyen Âge
La ville doit attendre l'année 1189 pour retrouver le lustre qui était le sien dans les premiers siècles qui suivent sa fondation. Cette année, les comtes de Provence décident de faire d'Aix leur nouveau lieu de résidence, au détriment d'Arles et Avignon qu'ils habitaient jusqu'alors. Cet acte donne de facto à Aix le titre de « capitale de la Provence », titre qu'elle conservera jusqu'à la Révolution.

#### Aix et le «bon roi René»

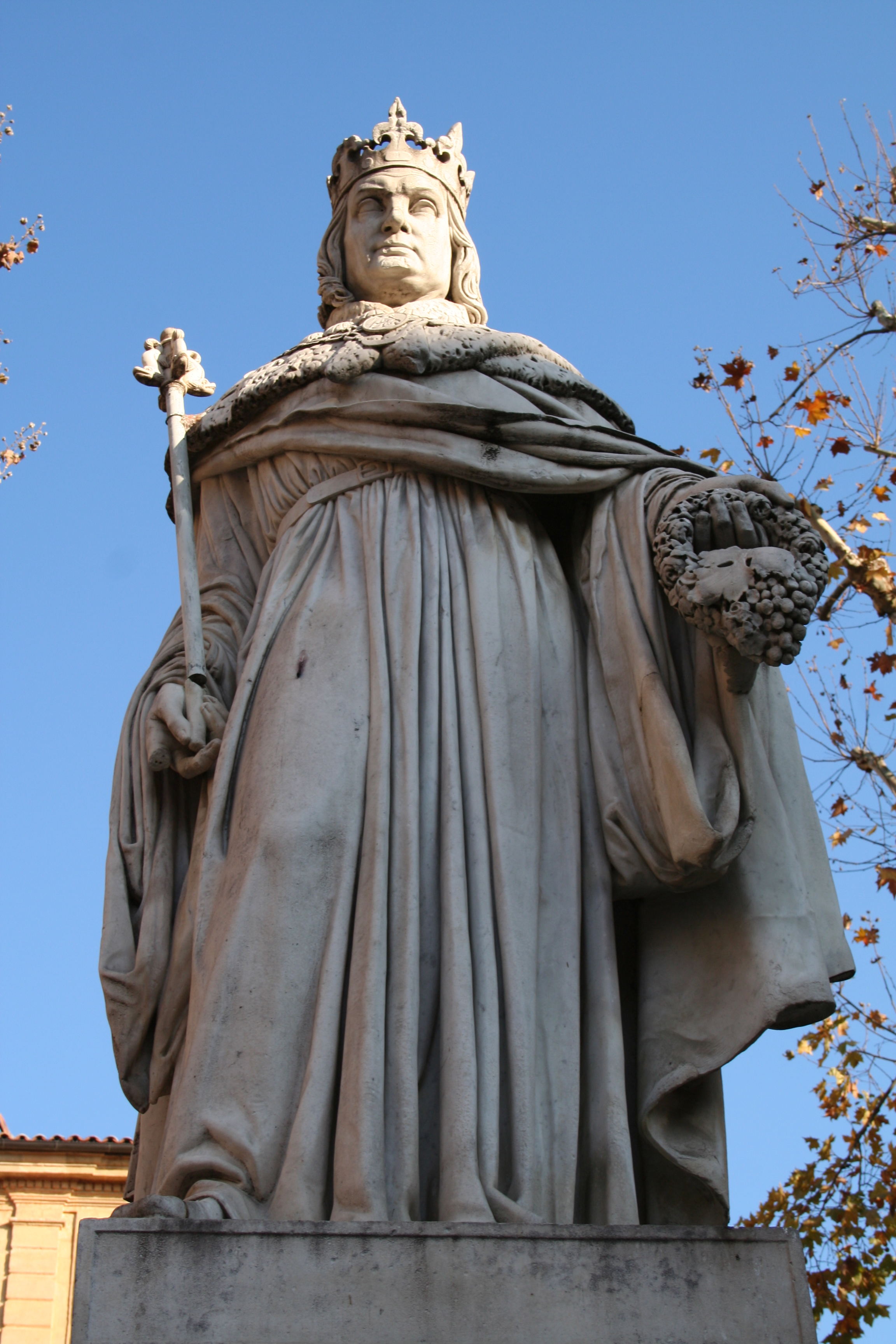
Statue du roi René, cours Mirabeau.

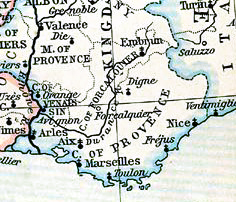
Partage de la Provence au XIIe siècle entre comté et marquisat de Provence et comté de Forcalquier.

Aix ne retrouve sa splendeur qu’à partir du XIIe siècle, où les comtes de Provence (maisons d’Anjou et d’Aragon) y tiennent une cour raffinée et lettrée,
En 1357, l'enceinte de la ville est revue et améliorée. La partie des faubourgs située contre les murailles est incendiée, afin de dégager un glacis
À la mort de Jeanne Ire de Naples (la reine Jeanne), Aix est à la tête de la ligue des communautés et villes qui s’opposent à la dynastie angevine au sein de l’Union d'Aix, mais finit par se rallier devant les promesses de Marie de Blois. Louis II d'Anjou fait son entrée dans la ville le 21 octobre 1387.
Aix connait une autre période faste au XVe siècle sous le bon roi René, duc d'Anjou, comte de Provence, roi titulaire de Sicile. Le roi René, esprit éclairé, transforme la ville en un célèbre centre culturel et universitaire (1409). Il organise des fêtes populaires comme la procession de la Tarasque, à Tarascon ou la Fête-Dieu à Aix qui durait plusieurs jours et rassemblait des centaines de troubadours. Il est également à l'origine de l'importation du raisin muscat. Il épouse Isabelle de Lorraine, puis Jeanne de Laval et meurt à Aix en 1480, à l'âge de 72 ans.
Dans ses Chroniques, le célèbre chroniqueur Jean de Joinville parle d'Aix-en-Provence à propos d'une visite de Saint-Louis : « Le roi s'en vint par la comté de Provence jusqu'à une cité qu'on appelle Aix, en Provence, là où l'on disoit que le corps de Magdeleine gisoit ; et nous allâmes dans une voûte de rocher moult haut, là où l'on disoit que la Magdeleine avoit été en hermitage dix-sept ans. »

## Époque moderne

### Aix et la France
À partir de 1486 et l'association de la Provence à la couronne France "comme un principal à un autre principal et aucune subalterné", le gouverneur, représentant le comte de Provence (qui est aussi roi de France mais règne en Provence comme comte et non comme roi) y réside.
En 1501, Louis XII y établit le Parlement de Provence qui perdura jusqu’à la Révolution. Le plus souvent, les États s'y réunissaient pour voter l'impôt. Ce Parlement était si peu populaire qu'un dicton est apparu : Parlamen, mistrau e Durènço soun li tres flèu de Prouvènço (« Parlement, mistral et Durance sont les trois fléaux de la Provence »).
Lors de la tentative de François Ier de reprendre Milan en passant par la Savoie, Charles Quint tente une prise en tenaille du royaume de France en attaquant au nord et lui, menant une armée de l'Italie. Anne de Montmorency est nommé par le roi pour défendre la Provence. Il renforce les villes et applique la strategie de la terre brûlée dans les terres mais laisse la ville d'Aix sans défense comme piège final pour l'armée impériale. En 1536, Charles Quint se rend maître de la ville et y fait son entrée. La stratégie de harcellement des français et les effets des maladies forcent l'empereur germanique à se replier. Le duc de Savoie, son allié, incendie le palais comtal et la maison commune.
En 1545, c’est le président du parlement d’Aix, Oppède, soutenu par le cardinal de Tournon, qui organise le massacre des vaudois du Luberon.

### Les guerres de religion
Charles IX passe dans la ville lors de son tour de France royal (1564-1566), accompagné de la Cour et des Grands du royaume : son frère le duc d’Anjou, Henri de Navarre, les cardinaux de Bourbon et de Lorraine. La ville est alors en révolte contre le gouverneur de Provence, le comte de Tende, trop tolérant avec les protestants, celui-ci en effet était le mari de Françoise de Foix, seigneur de Marignane, elle-même huguenote. Il est accueilli par la cour des Comptes ; le roi fait abattre le pin d’Eguilles, où les catholiques avaient pendu de nombreux protestants les années précédentes.
En octobre 1590, le duc de Savoie se fait nommer comte de Provence par la Ligue et prend la ville.

### LeXVIIesiècleaixois

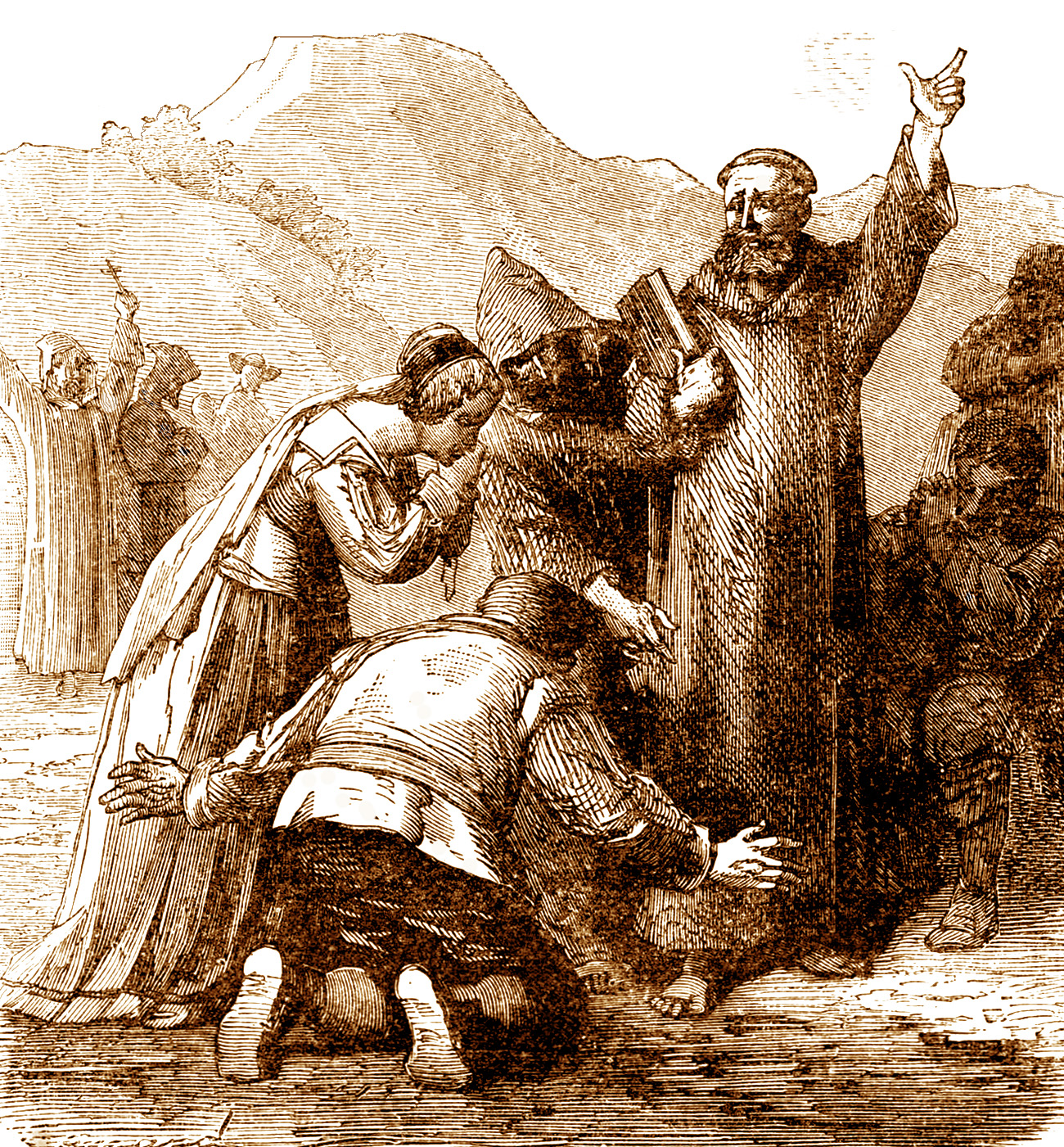
Pluie de sang en Provence en juillet 1608.

Début juillet 1608, les faubourgs d'Aix-en-Provence furent recouverts d'une pluie de sang. Quelques moines désireux d'exploiter la crédulité humaine n'hésitèrent pas à voir dans cet évènement des influences sataniques. Nicolas-Claude Fabri de Peiresc fit des relevés de cette pluie en recueillant quelques gouttes sur la muraille du cimetière de la cathédrale. Il découvrit que c'était les excréments des papillons qui avaient été observés récemment. Le centre ville n'ayant pas été envahi, il était resté épargné. Cette explication scientifique ne calma pas la terreur populaire.

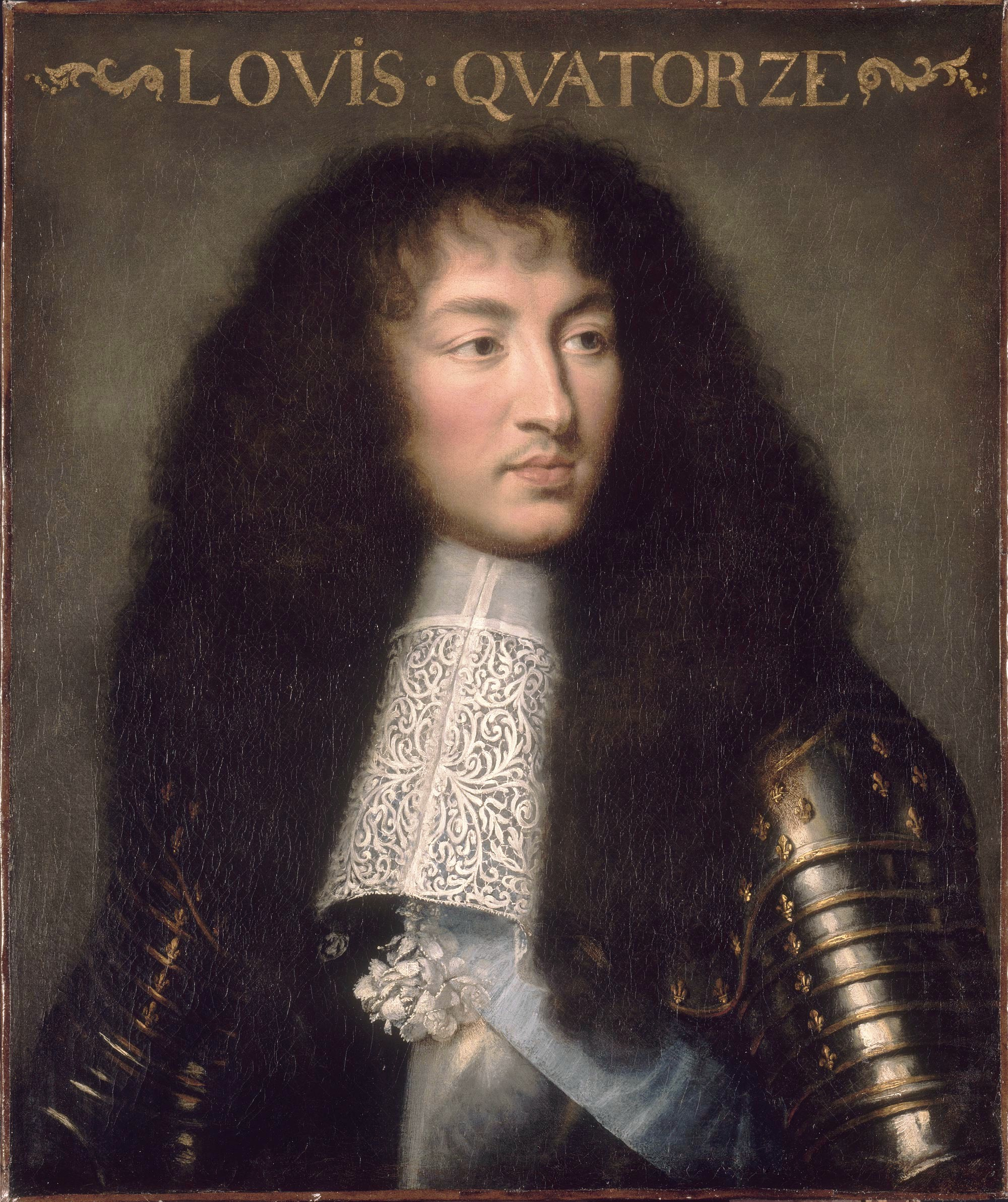
Portrait de Louis XIV en 1661, un an après son passage à Aix
(Charles Le Brun).

Au retour d'une expédition contre les Huguenots en 1622, Louis XIII s'arrête à Aix qui l'accueille avec enthousiasme.
En 1630, alors que la ville est en proie à un épisode de peste, le cardinal Richelieu décide de priver les États de Provence de la collecte et de la répartition des impôts, transférés au pouvoir royal. Une insurrection, dénommée la révolte des Cascaveous, fait plier le cardinal.
Louis XIV séjourne plusieurs fois à Aix :  il joue notamment au Jeu de Paume, transformé au XVIIIe en un théâtre à l'italienne du même nom ; c'est à Aix que le Roi Soleil signe la paix avec le Prince de Condé. En 1660, lorsqu'il dort dans l'hôtel particulier de Châteaurenard, il est ébloui par une peinture en trompe-l'œil de Jean Daret (peintre flamand) et le fait nommer peintre du Roi à la Cour de Versailles. Aix éprouve une admiration sans borne pour le souverain. Outre le luxe des fêtes organisées pour sa venue, la population s'inquiète pour sa santé qui se dégrade en 1685. Mais l'annonce de son rétablissement provoque des acclamations dans la ville, qui organise un mois entier des réjouissances en l'honneur du monarque.

#### Dernier agrandissement de la ville
La nomination de Michel Mazarin au poste d'archevêque d'Aix va permettre une forte extension de la ville vers le sud. Sur autorisation du roi de France (au titre de comte Provence), il fait abattre le rempart sud et fait enclore un nouveau quartier, représentant près d'un tiers de la ville, dans un nouveau rempart plus au sud. Ce quartier, dénommé plus tard quartier Mazarin, est conçu grâce aux conseils de l'architecte Jean Lombard. Les bourgeois dont les demeures sont situées tout contre l'ancien rempart demandent que la zone se trouvant devant leurs bâtiments reste vierge de construction et devienne une promenade pour badauds et carrosses. Cette requête est acceptée et le cours ainsi créé va devenir la porte d'entrée de la nouvelle ville. Ce n'est qu'en 1876 toutefois qu'on lui donnera le nom de « cours Mirabeau ».
Le nouveau quartier Mazarin coûte cher à réaliser : plus de 55 000 livres. Somme que se partagent la municipalité d'Aix, sous la contrainte du Parlement, des marchands de biens, des acquéreurs d'emplacement, les communautés de Provence et le duc de Vendôme, Louis de Mercœur. L'archevêque bâtisseur, personnalité fort controversée au demeurant, laisse son nom à plusieurs rues de ce nouveau quartier : la rue Cardinale, la rue Saint-Michel, aujourd'hui rue Goyrand, la rue Mazarine et la rue Saint-Sauveur (aujourd'hui rue du Quatre-Septembre).
Les faubourgs de la ville se développent aussi, accueillant de grandes résidences de notables, en particulier les membres du Parlement, qui profitent d'espaces dégagés pour élever des demeures de plaisances au bord de la ville, comme la bastide de Repentance, construite en 1609 pour l'avocat Joseph Martelly, qui passera ensuite aux Grimaldi-Regusse.

### Aix au temps de la Révolution française
(avril 2014).

#### La Constituante

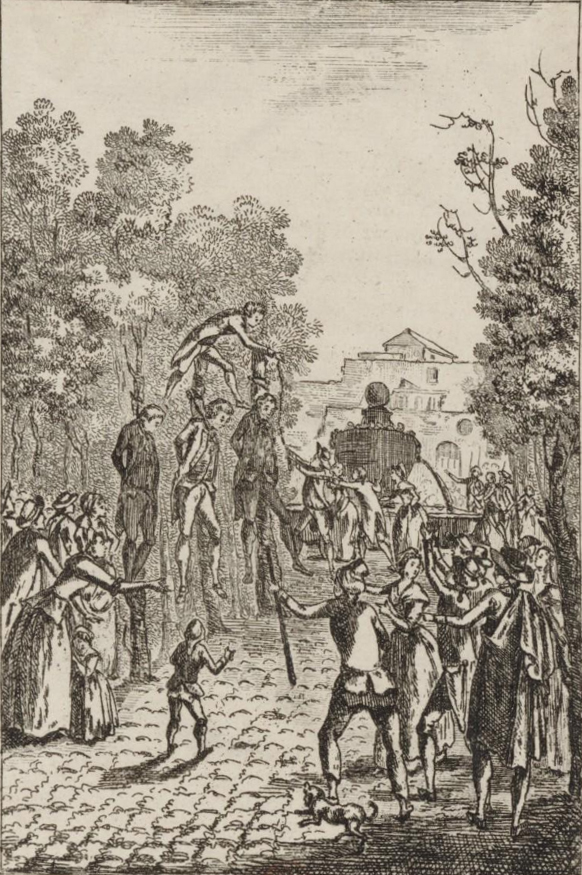
Pendaison de Pascalis, La Roquette et Guiramand sur le cours Mirabeau le 14 décembre 1790 ; eau-forte contemporaine.

Les convictions politiques de Jean Joseph Pierre Pascalis, l'un des avocats les plus réputés du barreau d'Aix, fervent défenseur de la constitution provençale selon laquelle la Provence est un état indépendant associé à La France (comme d'autres: Portalis, Capeau), de l'égalité proportionnelle et du maintien des libertés publiques, lui valent l'opposition de nombreux adversaires qui le jugent antirévolutionnaire. Mirabeau, révolutionnaire, lance un appel À la Nation Provençale le 11 février 1789 pour convaincre les Provençaux de participer à la révolution française. Le plus acharné des adversaires de Pascalis est l'abbé Jean-Joseph Rive, bibliothécaire aixois et fondateur en novembre 1790 du « club des Antipolitiques », installé rue des Bernardines, à Aix. Celui-ci voit en Pascalis le pire de ses ennemis. Dans un pamphlet, il le traite de « scélérat » et de « mortel exécrable » et appelle au meurtre de l'avocat.
L'Assemblée départementale des Bouches-du-Rhône s'installe à Aix le 20 juillet 1790. Cette création a pour conséquence le démembrement de l'ancienne administration provençale. L'article 10 du décret du 2-10 septembre 1790 provoque la suppression du Parlement de Provence. Sous le coup d'une vive colère devant l'état de ruines des anciennes institutions de la province, Pascalis décide dans ces conditions de se retirer des affaires politiques et du barreau. Le 27 septembre, il entre en robe au palais du Parlement d'Aix en compagnie de plusieurs avocats. Annoncé par l'huissier, il prononce un discours qui aura des conséquences majeures. Au cours de son allocution, il n'a pas de mots assez durs pour fustiger les partis révolutionnaires.
La teneur de ce discours se répand dans toute la ville en quelques heures et, tandis qu'il éveille les sentiments monarchistes d'une frange silencieuse de la population, il provoque un déchaînement de colère chez les partisans de la Révolution et de la crainte chez les administrateurs d'Aix.
Aix devient en 1790, chef-lieu du district d'Aix et du département des Bouches-du-Rhône, les départements venant d'être créés pour faire disparaitre les provinces historiques et les attachements qu'elles suscitent.

##### La conspiration du Sud-Est
La création d'une société monarchique à Aix va mettre le feu aux poudres. Le 11 décembre, un écuyer à l'Académie royale d'équitation, le chevalier de Guiramand, accompagné de quatre hommes, demande l'autorisation de la création de sa société, la « société des amis de l'ordre et de la paix » à l'hôtel de ville. Celle-ci tient ses réunions au cercle Guion, sur le cours Mirabeau. Une rumeur se répand, selon laquelle un projet de contre-révolution se mettrait en place dans Aix. Aussitôt, on s'agite dans les clubs patriotiques. Alors que Pascalis se retire au château de la Mignarde (quartier des Pinchinats), un groupe de forcenés l'arrache et le jette en prison à Aix. Le lieu où il est enfermé, en compagnie d'un royaliste, M. de Guiramand, est pris d'assaut par une foule agitée et manipulée, qui les pend à un réverbère. La tête de Pascalis est ensuite tranchée et exhibée au bout d'une pique pendant trois heures sur la route menant à Marseille.

#### La monarchie constitutionnelle (1791-1792)

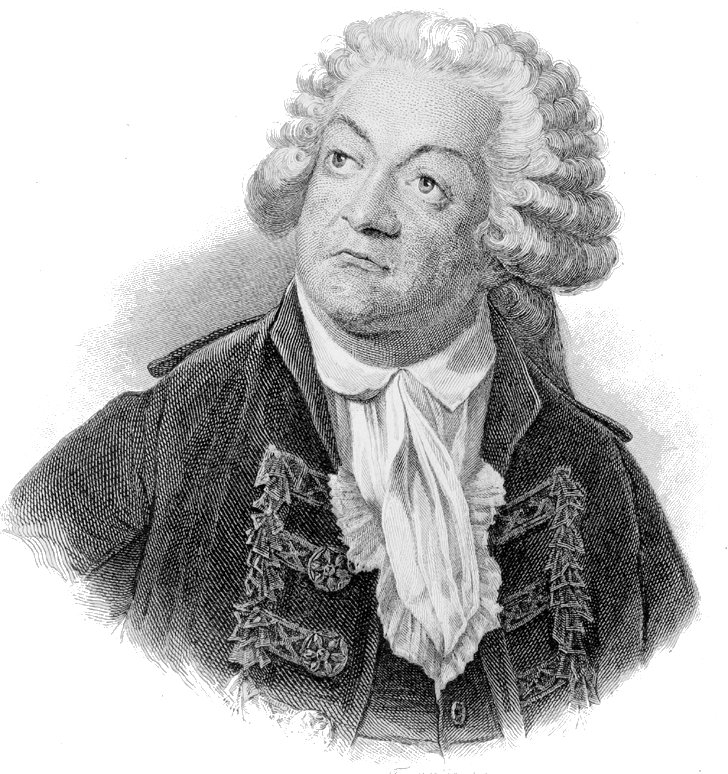
Honoré Gabriel Riqueti de Mirabeau.

Le 22 août 1792, la salle du Conseil, à l'hôtel de ville d'Aix, est saccagée par « une horde de brigands étrangers à la ville d'Aix et même à celle de Marseille d'où ils étaient venus. » Quantité de tableaux inestimables sont arrachés de leur cadre et brûlés sur la place de l'Hôtel-de-Ville.
Le 24 floréal an III, les royalistes des compagnies du soleil massacrent trente jacobins dans la prison de la ville.

## Époque contemporaine

### LeXIXesiècle
Aix est connue pour avoir acquis au XIXe siècle le surnom de « Belle endormie », faisant allusion à la léthargie, voire à l'immobilisme, de ses administrateurs urbains. Cette image est illustrée par le commentaire de Taine en 1866 pour qui Aix est « tombée ou laissée de côté par la civilisation qui se déplace ». Pour l'historien Philippe Vaudour, l'appellation mérite toutefois d'être nuancée. Aix a connu dès les années 1850 une politique urbaine dynamique, concrétisée par la construction de nouvelles voies ou le projet de création de nouveaux quartiers.
Les principales entreprises de la ville sont alors des échoppes de chocolatiers, de fabricants de chapeaux, de savon, d'huile et de nougat. C'est un artisanat relativement peu développé, qui devra attendre les années 1840 pour connaître un essor.

#### Aménagements urbains

##### Rues d'Aix

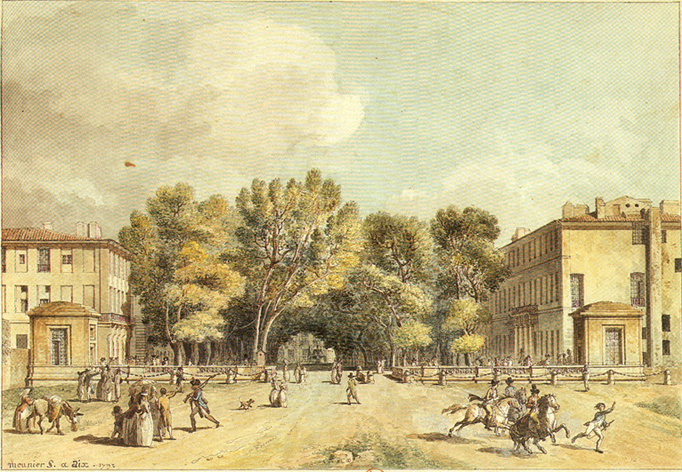
Vue de la principale entrée de la ville d'Aix, Meunier, 1792.

La ville se dote à partir de 1811 de ses premières dénominations officielles de rues, qui succèdent aux appellations révolutionnaires d'isles, facilitant par là le premier recensement. Pour cette première re-dénomination des rues aixoises, trois personnalités d'Aix sont honorées, avec la fondation de la rue Peiresc, la rue Monclar et la rue Tournefort. Ce mode de nomination se poursuivra lentement jusqu'à 1870 environ, date à laquelle il s'accélère, de nombreuses rues et avenues étant alors rebaptisées. Le cours Mirabeau reçoit son nouveau nom en 1876. Jusqu'alors, il était connu sous la simple appellation de « Cours ».

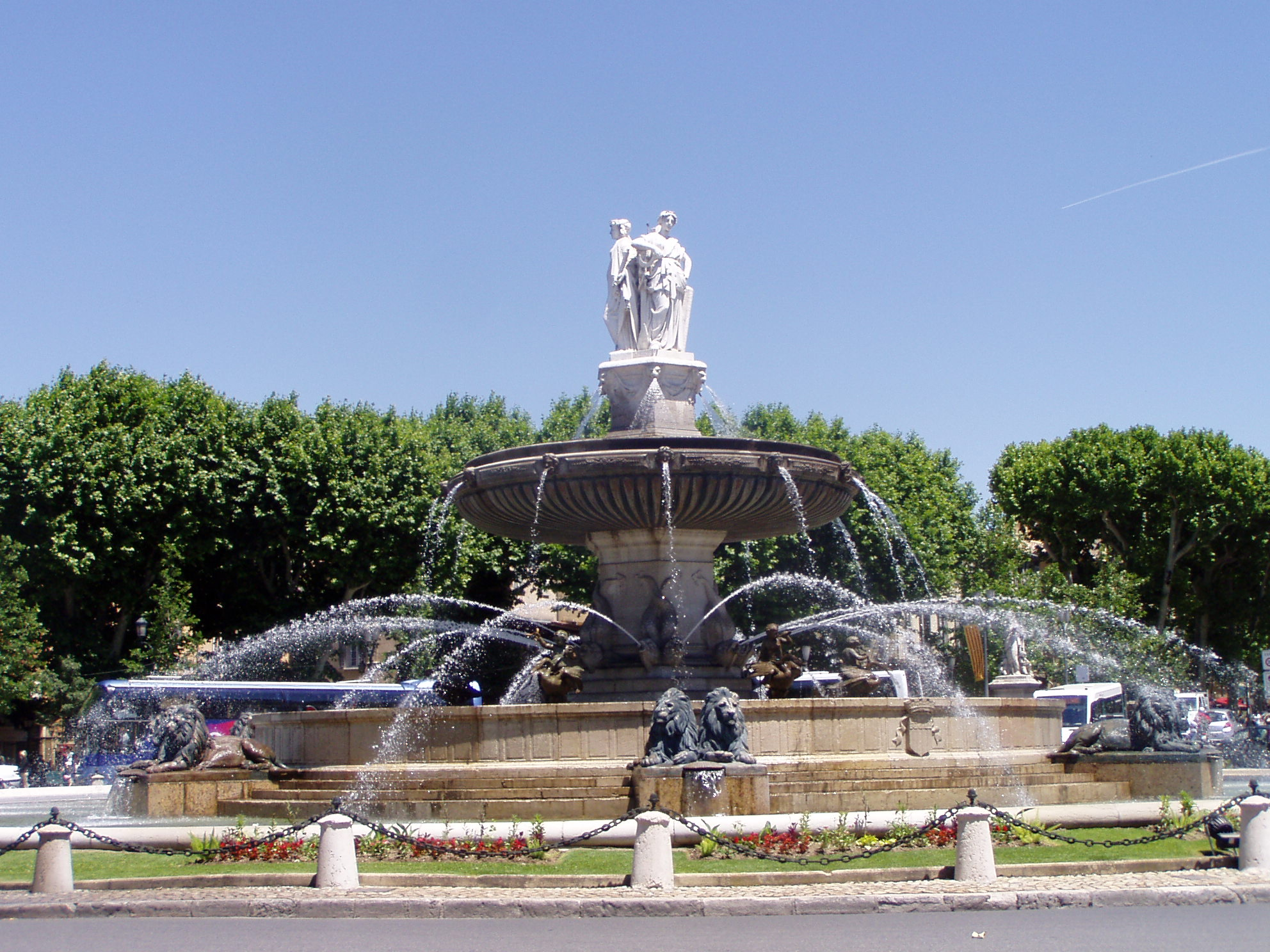
Fontaine de la Rotonde.

Aix se dote en 1860 d'une fontaine monumentale qui vient trôner sur la place de la Rotonde, véritable porte d'entrée de la ville et confluent des routes d'Avignon et de Marseille. Conçue par l'ingénieur des Ponts et Chaussées Théophile de Tournadre, elle est aujourd'hui l'un des monuments les plus connus d'Aix-en-Provence. Son bassin a un diamètre de 32 mètres et la fontaine s'élève à 12 mètres de hauteur. Trois statues de marbre, réalisées chacune par un sculpteur différent, ornent son sommet. Chacune a une signification particulière et regarde vers une voie. La sculpture qui regarde vers le cours Mirabeau a été réalisée par l'Aixois Joseph Marius Ramus (1805-1888). Elle symbolise la justice. La statue qui regarde la route de Marseille (avenue des Belges), œuvre de Louis-Félix Chabaud (1824-1902), sculpteur de Venelles, symbolise le commerce et l'agriculture. Enfin, la troisième, orientée vers la route d'Avignon, a été sculptée par Hippolyte Ferrat (1830-1882) et symbolise les beaux-arts. Le piédestal qui surmonte la vasque a été réalisée par François Truphème (1820-1888).

##### Démolition du rempart (1848-1874)
Alors que la municipalité aixoise envisage de supprimer les parapets de la partie supérieure du rempart en 1819, la démolition pure et simple de l'ouvrage fait progressivement son chemin. La mairie entreprend des travaux sans l'accord de la préfecture. Dans les 50 années qui suivent la Révolution, le rempart, d'une hauteur de 6 mètres en moyenne et d'une épaisseur de 3 mètres, n'est pas entretenu ni restauré. Progressivement, il se détériore au point de présenter une menace pour le public. Finalement, une délibération municipale du 28 décembre 1848 (municipalité Aude) met à adjudication la démolition des portes Bellegarde, d'Italie, de Villeverte et d'Orbitelle, et le rabaissement du rempart longeant le cours d'Orbitelle (sud de la ville). Trois maçons de la ville sont chargés des travaux : Arnaud Claude, Antoine Bey et Michel Léouffré.
Six autres portes sont encore à démolir et ce sont les municipalités suivantes qui s'en chargent. Jassuda Bédarride (1848-1849) puis Émile Rigaud (1849-1863) organisent la démolition de la plus grande partie du rempart ainsi que de plusieurs portes. Les deux dernières portes, la porte Notre-Dame (nord de la ville) et celle de la Plateforme (est) sont réalisées en 1874.

#### Aix et le chemin de fer

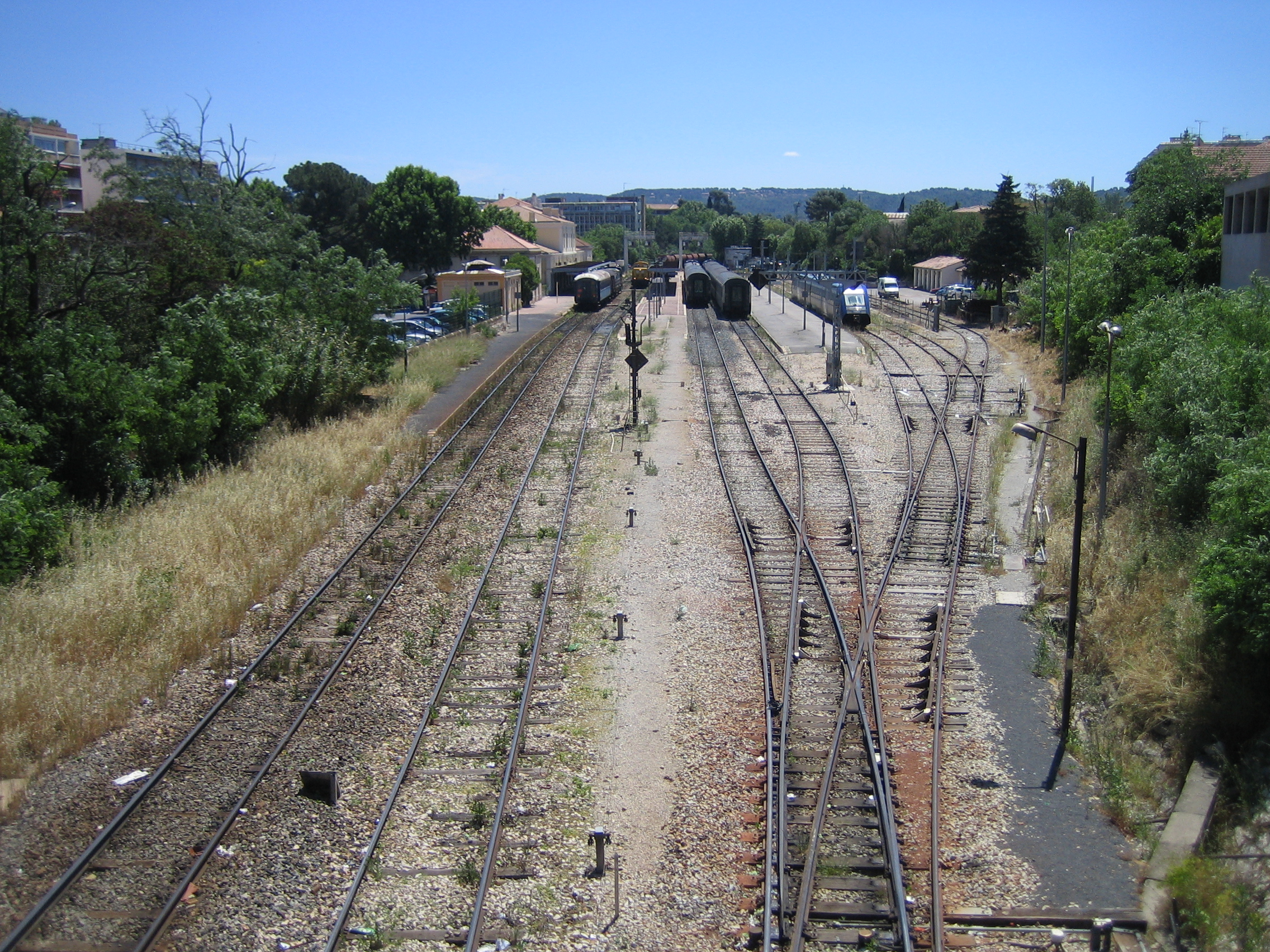
Le chemin de fer à Aix.

Le chemin de fer est arrivé tardivement dans la ville. Au début des années 1840, la compagnie du PLM crée la ligne de Paris-Lyon à Marseille-Saint-Charles et le tracé passe loin de la ville. De même, le 19 juin 1857, un décret impérial décide de la création d'une ligne de Gap à Avignon, sans passer non plus par Aix. De fait, la ville souffre au niveau économique de ces décisions politiques qui l'isolent en Basse-Provence. Les industries locales souffrent aussi de cette situation car beaucoup dépendent du commerce des bœufs et des moutons avec les Alpes, entre autres.
En 1870 est créé un tronçon reliant Aix à Meyrargues et trois stations de voyageurs et de marchandises, à La Calade, Venelles et Meyrargues. En 1877 est ouverte une ligne reliant Aix à Marseille, via Gardanne. Ces nouveaux tronçons permettent à Aix de conserver une bonne partie de ses échanges avec les régions de la Durance, mais constitue un handicap dans son commerce avec la vallée de l'Arc[pas clair] qui décline progressivement, ce dont Marseille profite.

#### La ville des peintres
Aix-en-Provence est la ville qui a vu naître et mourir Paul Cézanne (1839-1906). C'est au collège Bourbon d'Aix que naquit la profonde amitié entre Cézanne et Émile Zola.

#### Une ville de soldats
De nombreuses unités ont stationné à Aix, cours Sainte-Anne, durant le XIXe siècle, comme le 112e régiment d'infanterie qui y a été établi en 1874. Plus tard, d'autres unités y stationnent, comme les 55e et le 61e régiments d'infanterie en 1906.

### LeXXesiècle

#### Le grand tremblement de terre de 1909
Le 11 juin 1909, plusieurs villages au nord d'Aix sont frappés par un séisme dont la magnitude est évaluée à 6,2 sur l'échelle ouverte de Richter : il provoque la mort de 46 personnes et de nombreux dégâts. La ville d'Aix échappe à de lourds dégâts. La toiture de la vermicellerie Augier s'effondre et quelques murs se lézardent. En revanche, les quartiers au nord de la ville sont plus sérieusement touchés, Puyricard en tête, où les dégâts sont considérables.

#### Entre-deux-guerres

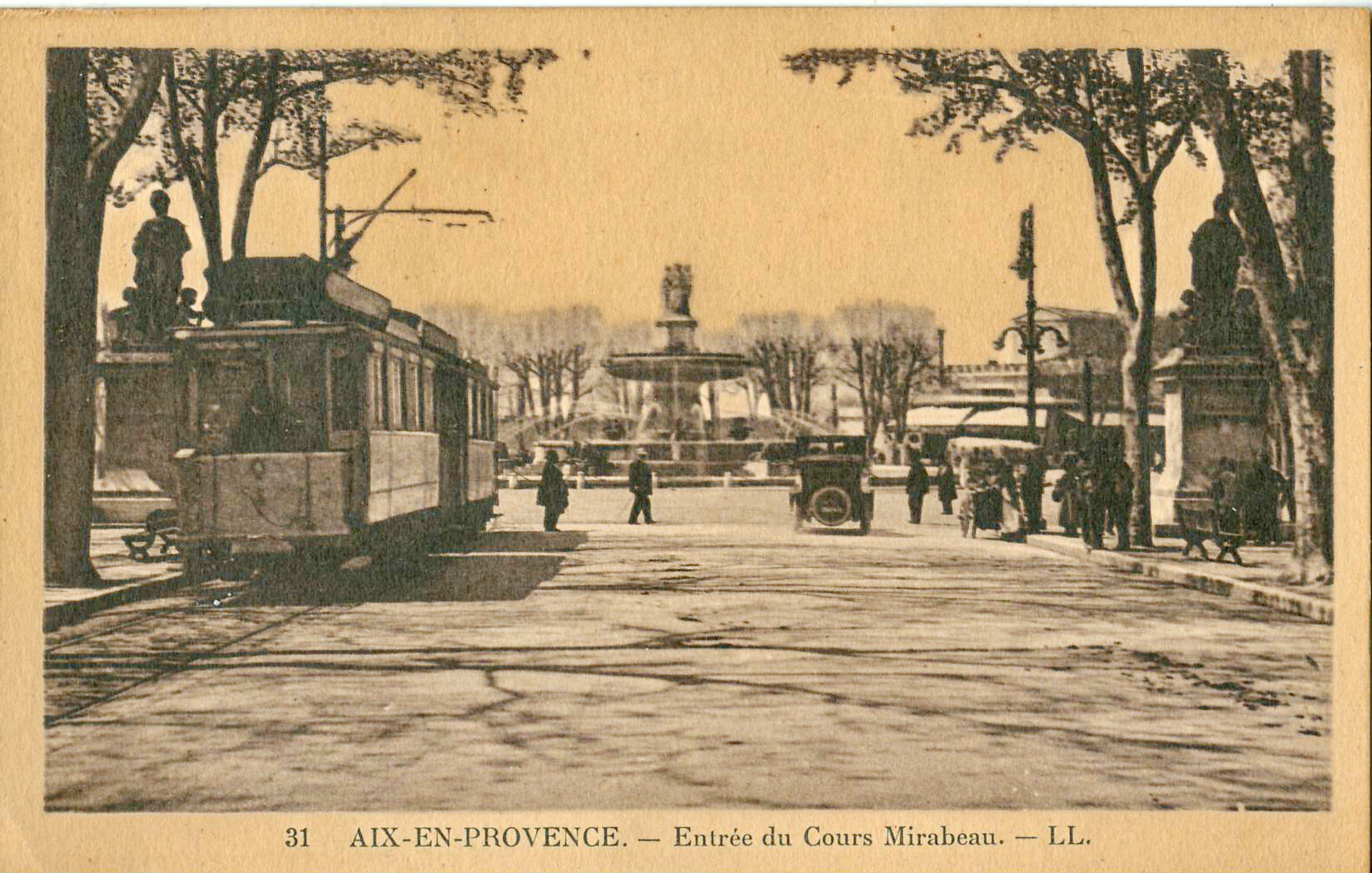
La ville fut reliée à Marseille par le tramway de la Compagnie des tramways électriques des Bouches-du-Rhône (absorbée en 1921 par la Régie départementale des chemins de fer des Bouches-du-Rhône), qui circulait de 1903 à 1948.

La ville d'Aix, qui portait ce nom depuis plus d'un millénaire, après celui d'Aquae Sextiae, prend en 1932 le nom officiel d'Aix-en-Provence.

#### Les années 1970
Les années 1970, sous la municipalité de Félix Ciccolini, marquent un développement sous plusieurs aspects qui modifie le visage économique d'Aix-en-Provence. De nombreuses entreprises et industries, génératrices d'emploi, s'installent dans les Bouches-du-Rhône : le complexe pétrochimique de l'étang de Berre, le centre d'études nucléaires de Cadarache, notamment. Aix profite de ces créations d'emploi et voit sa population augmenter.
Dans le même temps, l'essor touristique voit de plus en plus de visiteurs passer par la ville, ce qui provoque de facto le développement d'activités liées à ce secteur et, par effet de retombée, permet à la culture aixoise de prospérer ; le festival d'art lyrique en est une illustration.

## Aix auXXIesiècle
Aix est aujourd'hui une ville qui mêle passé historique et avenir technologique notamment avec le projet ITER à Cadarache (communauté du Pays d'Aix), la gare TGV, les technopoles de l'Arbois et de Rousset...
Aix compte de nombreuses universités et Grandes écoles (Lettres, Droit, Économie, Sciences Po, Arts et Métiers, Beaux Arts...)
Aix a fêté le centenaire de la mort de Paul Cézanne avec notamment l'exposition internationale au musée Granet : "Cézanne en Provence" du 9 juin au 17 septembre 2006 qui a rassemblé près de 120 œuvres du maître sur le thème de sa "chère Provence".
L'atelier des Lauves (atelier que Cézanne a fait construire quelques années avant sa mort), les Carrières de Bibémus où il allait "peindre sur le motif" et le Jas de Bouffan (la maison familiale) se visitent.
L'écrivain Émile Zola s'est inspiré d'Aix pour décrire la célèbre ville de Plassans dans les Rougon-Macquart[réf. nécessaire].

### Activités d'urbanisation de la ville

#### Opération Sextius-Mirabeau
La ville d’Aix-en-Provence s’est dotée d’une opération d’urbanisme déclarée d’utilité publique par l’État en 1992 : l’opération Sextius-Mirabeau qui s’étend sur 20 hectares.
Son objectif est de relier la ville ancienne aux quartiers neufs. Aix-en-Provence se dote ainsi de nouveaux immeubles de logements, d’espaces de bureaux, de commerces avec « Les Allées Provençales » et de lieux culturels tels que le « Pavillon Noir » (Centre national chorégraphique), le « Grand Théâtre de Provence, GTP » et le conservatoire Darius-Milhaud.